# Всесвітній день рибальства
27 червня у всьому світі відзначають день рибальства. Історія свята сягає корінням у 1985 рік, коли за рішенням Міжнародної конференції з регулювання і розвитку рибальства, що відбулася в 1984 р. в Римі, офіційно з'явився міжнародний день рибальства.
Риболовля - одне з наймасовіших захоплень людства. Хто хоч раз побував на водоймі з вудкою, насолодився чистотою, ні з чим незрівнянною радістю спілкування з природою і зловив першу в своєму житті рибу, той цього не забуде ніколи.
Процес лову риби настільки захопливий, що з часом у новачків він нерідко переростає у всепоглинаючу пристрасть. Адже тільки по-справжньому зосереджені люди заради того, щоб побачити або відчути клювання риби, можуть забиратися в дуже віддалені і глухі куточки, годинами мокнути під дощем або мерзнути на морозі.
В цей день у багатьох країнах проводяться змагання з рибної ловлі, різні навчальні семінари. Заходи збирають як рибалок з великим стажем, так і початківців любителів. В останні роки серед учасників рибних змагань можна все частіше побачити жінок. Безсумнівно, все більше і більше людей розуміють, що рибний лов - прекрасний засіб зміцнення духовних і фізичних сил.

## Джерело
- Всесвітній день рибальства [Архівовано 14 грудня 2013 у Wayback Machine.]